# 薬王寺 (いわき市)
薬王寺（やくおうじ）は、福島県いわき市四倉町薬王寺にある真言宗智山派の寺院。

## 歴史
806年（大同元年）、徳一によって開山された。一時、寺運衰微したが、1446年（文安3年）に当地の領主岩城隆忠によって中興された。
江戸時代は寺領50石が与えられ、162もの末寺を擁していた。しかし、1868年（慶応4年）の戊辰戦争（磐城の戦い）の戦火で焼失した。
当寺には、多くの板碑がある。これは寺に元々あったものではなく、周辺から集めたものなので、中には禅宗系の板碑もある。

## 文化財
- 絹本著色弥勒菩薩像（重要文化財 明治39年4月14日指定）[2]
- 厨子入金銅宝篋印舎利塔（重要文化財 昭和36年6月30日指定）[3]
- 刺繍阿弥陀三尊種子懸幅（福島県指定重要文化財 昭和39年3月24日指定）[4]
- 絹本著色真言八祖像（いわき市指定文化財 昭和51年5月27日指定）[5]
- 絹本著色涅槃図（いわき市指定文化財 昭和51年5月27日指定）[5]
- 高月山阿遮院祠堂金之記（いわき市指定文化財 平成7年4月28日指定）[5]
- 奥州磐城薬王寺来由記（いわき市指定文化財 平成7年4月28日指定）[5]
- 薬王寺文書（いわき市指定文化財 平成7年4月28日指定）[5]
- 摩訶般若波羅蜜多心経（いわき市指定文化財 平成17年4月27日指定）[5]
- 正誉本古写経手鑑（いわき市指定文化財 平成17年4月27日指定）[5]
- 板石塔婆（いわき市指定史跡 平成5年3月26日指定）[5]

## 交通アクセス
- いわき四倉ICより車7分。